# Каллиройя
«Каллиройя» — рассказ И. А. Ефремова, никогда не публиковавшийся при жизни писателя. Рукопись датирована «двадцать седьмым днём боэдромиона 152 олимпиады», то есть 9 октября 1946 года. История ваятеля, полюбившего свободную женщину, частично была использована при написании повести «На краю Ойкумены», а фабула рассказа была превращена писателем в первую главу романа «Таис Афинская». Текст, сохранившийся в архиве Ефремова, был опубликован в 2007 году в журнале «Студенческий меридиан» (№ 10, с. 60-66) и с тех пор несколько раз переиздавался.

## Содержание

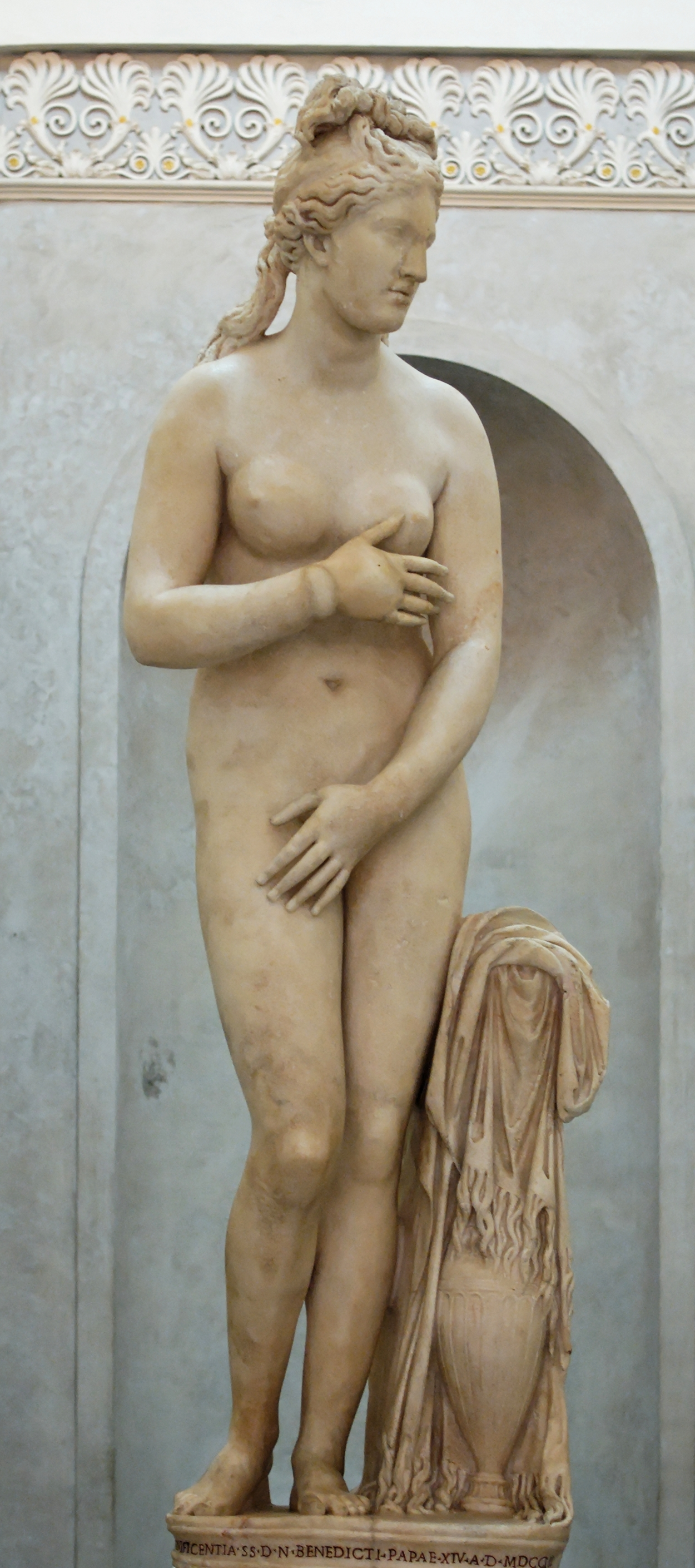
«Венера Капитолийская». В такой позе Антенор впервые увидел Каллиройю

Ваятель Антенор прославился на всю Элладу как выдающийся художник и почитатель Афродиты: его статуя Афродиты Урании установлена в Керамике, он стал победителем в беге на истмийских играх, а самые прославленные гетеры Александрии и Афин не могли забыть его страсти. Однако душа его полна печали, «что живёт в каждом настоящем художнике, изнемогающем в усилиях понять, ухватить, удержать мимолётное, создавая вновь и вновь отблески, изгибы и всплески прекрасного, на миг открывающиеся глазам и сердцу смертного». Высшее выражение красоты Антенор видел в теле женщины и стремился понять высшую, безусловную красоту, созданную богами как счастье для смертных. Он объехал весь эллинский мир, но не нашёл идеала, и убедился, что поликлетов канон «бледен и невыразителен», хотя ему поддался даже Пракситель. За это его отвергла знаменитая модель Фрина, которая отдала предпочтение безвестному художнику, изваявшую её в образе Афродиты-Астарты. Гетера велела отлить статую из серебра и подарила храму Афродиты в Пафосе. Антенор понял, что его путь — объединение древнего знания Крита и Востока с искусством Эллады, где царствует Эрос в ипостасях богини и земной гетеры.
Свой идеал Антенор обрёл случайно, в лице Каллиройи, чьё имя означает «прекрасногранатная», ибо гранат — символ женской груди. Он увидел её на морском берегу, когда плыл в штормовую погоду от Фоонтова мыса. Устав бороться с волнами, он вынырнул в небольшой бухте, в которой одиноко купалась девушка, полностью воплощавшая древний канон женской красоты. Антенор рассказал ей о своих исканиях, и меж ними возникло чувство близости. После встречи он наслаждался борьбой с бурным морем и ощущал прилив сил. Девять раз они виделись с тех пор на берегу моря, но Каллиройя не стала ни возлюбленной Антенора, ни его моделью. Он узнал, что «Каллиройя афинянка, но родилась на Крите, что она не гетера, но живёт одна после того, как была замужем», у неё не было родных; такие женщины были редкостью в Элладе.
В день праздника Деметры — Тесмофорий — Антенор ожидал Каллиройю у её дома. Она велела прийти после заката солнца, но художник явился много ранее. Каллиройя повела Антенора к алтарю Афродиты Сочетающей, на который возложила своё ожерелье. После этого она сказала, что хочет быть моделью и женой, ибо одно не может быть без другого. Возлюбленные соединились на трижды вспаханном поле в ритуале афинских земледельцев, чтобы принять в себя силу Геи. На рассвете Антенор понял, «что не будет ему больше покоя во всей его жизни, пока не совершит он самой Анадиоменой предназначенного ему подвига. Пока не создаст в камне или бронзе это захватывающую душу и тело совершенство, остановив летящий миг очарования, пленив ускользающее движение формы».

## «Каллиройя» и «Таис Афинская»
Е. Агапитова в своей диссертации провела текстологический анализ и продемонстрировала, что первая глава романа «Таис Афинская» полностью включает переработанный текст «Каллиройи». Выяснилось, что встреча Антенора и Каллиройи на берегу уединённой бухты и любовное свидание на поле Скирона в первую ночь праздника Тесмофорий полностью сохранены в сюжете встречи молодого полководца и прославленной гетеры. Заменены только имена и занятия героев. Смена профессии героя делала ненужными искусствоведческие рассуждения Антенора о красоте, труде скульптора и поиске идеальной модели. Впрочем, ещё в 1940-е годы они были использованы в размышлениях скульптора Пандиона в дилогии «Великая Дуга» и частично в романе «Лезвие бритвы». По сюжету рассказа главному герою не было необходимости навещать возлюбленную у неё дома. Социальный статус героини существенно понизился: Каллиройя — свободная женщина, Таис — гетера, знаменитая, но не обладающая гражданскими правами. Эта разница существенна для понимания эпизода на поле Скирона. Как в рассказе, так и в романе, героиня приводит своего избранника на свежевспаханное поле, чтобы «принять в себя могучую плодоносную силу Геи, пробудить её». Целью ритуала является рождение ребёнка. Это органично для сюжета рассказа, в котором Каллиройя соглашается стать моделью своего любимого для создания будущих скульптур во славу Эллады и счастливой семейной жизни, неотделимых друг от друга. В «Таис» этот эпизод не нужен ни по сюжету, ни по логике: Птолемею предстоит отъезд, а ребёнок поставит крест на карьере семнадцатилетней гетеры. Таис не нужны ритуалы плодородия, для Каллиройи — это естественное выражение чувств к избраннику, что выражалось и в натуралистичности авторских описаний. Как выразилась Е. Агапитова, эпизод на поле Скирона был выписан настолько совершенно и поэтично, что заставил автора включить его роман даже вопреки психологической достоверности образа главной героини. Каллиройя описывалась Ефремовым несколько иначе, чем Таис: голубые глаза превратились в серые, а просто загорелое тело критянки стало «медным».

## Издания
- Каллиройя // Сверхновая. F&SF. — 2008. — № 41‒42. — С. 89‒105.
- Каллиройя // Собрание сочинений в 8 томах. — М. : Терра-Книжный Клуб, 2009. — Т. 2. — С. 369—384. — 512 с. — ISBN 978-5-275-02093-9.
- Каллиройя («Из книги «Краса Ненаглядная») // Таис Афинская. — М. : Престиж Бук, 2019. — С. 5—25. — 672 с. — (Ретро библиотека приключений и научной фантастики). — ISBN 978-5-4459-0037-5.